# Por favor, cuida de mamá
Por favor, cuida de mamá es una novela de la escritora surcoreana Kyung-sook Shin. Vendió un millón de unidades 10 meses después de su publicación en Corea del Sur. La crítica la ha acogida calurosamente en varios países y recibió el premio literario Man Asian en el año 2011. Un año más tarde alcanzó los dos millones de venta en su país natal. Su popularidad en Estados Unidos se elevó al ser elegida por la presentadora Oprah Winfrey como uno de los libros a tener en cuenta en abril de 2011 y por Amazon como uno de los mejores libros de abril de 2011. En España, el libro ocupó puestos de los libros más vendidos y se llegó a la tercera edición.

## Argumento
En un viaje a visitar a sus hijos a Seúl, So-Nyo, de sesenta y nueve años, se separa de su marido entre la multitud de la estación central de Seúl, y se pierde. Durante su búsqueda, su familia desentierra secretos y penas personales y empiezan a preguntarse hasta qué punto conocían a su madre. La novela analiza la pérdida, la auto-recriminación y, en algunos casos, el autodescubrimiento causado por la desaparición de su madre. La novela también trata de temas relacionados con los sacrificios que hacen las madres, la relación entre los recuerdos del pasado y la realidad del presente y los aspectos camaleónicos de la identidad.

## Estilo
El estilo de Por favor, ciudad de mamá es algo inusual, como Julie Hunt apuntó en Booklist, "Compuesta casi de forma completa en segunda persona, la escritura es áspera, mordaz y muy conmovedora".

## Personajes
- Park So-nyo : madre de cuatro hijos
- Hyong-chol : hijo mayor de So-nyo
- Chi-hon : segunda hija de So-nyo
- Yu-bin : novio de Chi-hon
- Yun Chin :hija de Hyong-chol y sobrina de Chi-hon.
- Yun Kyun : cuñado de So-nyo
- Hong Tae-hee: director del orfanato al que donó dinero